# Nannoglottis hookeri
Nannoglottis hookeri là một loài thực vật có hoa trong họ Cúc. Loài này được (Clarke ex Hook.f.) Kitam. mô tả khoa học đầu tiên năm 1980.